# Неправильный глагол
Непра́вильный глаго́л — глагол, парадигма спряжения которого отклоняется от типичных парадигм данного языка. Как правило, неправильными глаголами становятся наиболее употребительные глаголы, частично сохраняющие остатки древних, утерянных другими глаголами форм. Особенно часто ими бывают вспомогательные глаголы, например, связки. Иногда в спряжении неправильных глаголов наблюдается супплетивизм.
Неправильные глаголы наиболее типичны для флективных языков, например, индоевропейских. В агглютинативных языках неправильных глаголов, как правило, очень мало, а иногда они вовсе отсутствуют.

## В славянских языках

### В старославянском языке
Так называемые «нетематические» глаголы, их 5: быти, дати, ꙗсти, вѣдѣти, имѣти (и производные от них).

### В русском языке
В русском языке неправильными считаются глаголы (по убыванию неправильности) быть, дать, создать, есть, надоесть, хотеть, бежать, брезжить и, факультативно, чтить.
Формы их спряжения приведены в таблице:
| Инфинитив       | быть                | дать   | создать   | есть  | надоесть  | хотеть | бежать | брезжить | чтить             |
| --------------- | ------------------- | ------ | --------- | ----- | --------- | ------ | ------ | -------- | ----------------- |
| I лицо ед. ч.   | есть (устар. есмь)  | дам    | создам    | ем    | надоем    | хочу   | бегу   | брезжу   | чту               |
| II лицо ед. ч.  | есть (устар. еси)   | дашь   | создашь   | ешь   | надоешь   | хочешь | бежишь | брезжишь | чтишь             |
| III лицо ед. ч. | есть                | даст   | создаст   | ест   | надоест   | хочет  | бежит  | брезжит  | чтит              |
| I лицо мн. ч.   | есть (устар. есмы)  | дадим  | создадим  | едим  | надоедим  | хотим  | бежим  | брезжим  | чтим              |
| II лицо мн. ч.  | есть (устар. есте)  | дадите | создадите | едите | надоедите | хотите | бежите | брезжите | чтите             |
| III лицо мн. ч. | есть (устар. суть). | дадут  | создадут  | едят  | надоедят  | хотят  | бегут  | брезжут  | чтут (совр. чтят) |

Глагол создать следует в своей парадигме глаголу дать и глагол надоесть в парадигме с глаголом есть из-за позднейшего сближения, хотя этимологически они не связаны (съ + зьдати, от праслав. *zьdati «строить», ср. созидать, зиждиться, здание, зодчий). Аналогично корневым глаголам спрягаются и производные: съесть, сдать, предаться, воссоздать, захотеть, перебежать, забрезжить, почтить и т. п. Исключение: глаголы, производные от быть (забыть, прибыть, побыть и проч.), спрягаются по парадигме будущего времени глагола быть: прибуду, прибудешь и т. д.

### В украинском языке
В украинском языке есть 4 глагола с неправильными окончаниями: это бути «быть», дати «дать», їсти «есть», несколько производных от вісти (розповісти, відповісти) «вести (рассказать, ответить)», а также их производные в настоящем времени.
|                          | бути   | дати   | їсти  | розповісти   |
| ------------------------ | ------ | ------ | ----- | ------------ |
| я                        | буду   | дам    | їм    | розповім     |
| ти                       | будеш  | даси   | їси   | розповіси    |
| він вона воно            | буде   | дасть  | їсть  | розповість   |
| ми                       | будемо | дамо   | їмо   | розповімо    |
| ви                       | будете | дасте  | їсте  | розповісте   |
| вони                     | будуть | дадуть | їдять | розповідять  |
| повелительное наклонение |        |        |       |              |
| (ти)                     | будь   | дай    | їж    | розповідай   |
| (ми)                     | будьмо | даймо  | їжмо  | розповідаймо |
| (ви)                     | будьте | дайте  | їжте  | розповідайте |

- Личные формы глагола бути «быть» почти не употребляются в настоящем времени. Они имеют и архаичные формы: я єсьм, ти єси, він єсть, ми єсьмо, ви єсте, вони суть «я есмь, ты еси, он есть, мы есьмо, вы есте, они суть»  . В современном языке во всех лицах употребляется сокращенная форма є «есть» (изредка єсть «есть»).
- В будущем времени глагола «быть» используется основа д- с окончаниями И спряжения; и сама основа используется для повелительного наклонения.
- В глаголов вроде розповісти, доповісти «рассказать, доложить» отдельного повелительного наклонения сейчас не образуется (архаические формы  розповіж, доповіж «расскажи, доложи») и редко употребляется третьего лица множественного числа (розповідять, доповідять «расскажут, доложат»).
- Необычным способом образуется повелительное наклонение глагола «есть» (а также «рассказать», «доложить»): старое «дж» (связано с йотирование праславянского * d ) в них перешло в «ж» (їжте «ешьте»< їджте < ѣд+ьте).

## В германских языках
В германских языках к неправильным глаголам относятся глаголы, отличающиеся правилами образования основных форм — претерита (простого прошедшего времени) и страдательного причастия прошедшего времени (или супина): в английском языке Past Indefinite, Past Participle II, в немецком Imperfekt и Partizip II. В немецкоязычной и скандинавской литературе употребляют термин «сильный глагол» (нем. starkes Verb), имея в виду не какую-либо особенную «силу» этих глаголов, а сильное изменение основы при образовании форм.
Формы неправильных глаголов образуются следующим образом:
1. Аблаут (изменение корневой гласной): англ. swim, swam, swum; нем. schwimmen, schwamm, geschwommen.
2. Использование нестандартных суффиксов и приставок: англ. do, did, done при обычном -ed; .
3. Совпадение разных форм: англ. cut, cut, cut; нем. genesen, genas, genesen.

### В английском языке
В английском языке неправильными являются все те глаголы, формы Простого прошедшего (Past Indefinite (Simple)) времени и/или Причастия II (Past Participle) которых являются исключениями по отношению к общему грамматическому правилу формирования этих форм. Поэтому такие глаголы, а также их соответствующие формы, принято заучивать наизусть.
Полный список содержит как минимум 265 таких глаголов (без учёта производных), из них широко употребительны 190—195. Есть тенденция к вымыванию достаточно редких глаголов из этого списка за счёт замены нерегулярных форм регулярными.

### В немецком языке
Неправильными (сильными) глаголами (unregelmäßige/starke Verben) в немецком языке называют все глаголы, образование временных форм для которых не подчиняется общим правилам. Идентификация неправильных глаголов в немецком языке, соответственно, производится через приведение инфинитива к основным формам — 3. Person Singular Indikativ Präsens (3-е лицо единственного числа в Präsens Indikativ), 1./3. Person Singular Indikativ Präteritum (1-е или 3-е лицо единственного числа в Präteritum Indikativ) и Partizip II (второе причастие). В редких случаях используется императивная форма.
В немецком языке насчитывается около 200 неправильных глаголов, из которых широко используется всего около 180. К ним относятся вспомогательные, сильные, модальные глаголы и глаголы смешанного типа. Все они имеют специфические особенности образования, отличные от стандартных глагольных форм.

### В шведском языке
Неправильными глаголами в шведском языке называют все глаголы, образование форм презенса, претерита и супина для которых не подчиняется общим правилам. В шведском языке насчитывается около 180 неправильных глаголов. К ним относятся сильные, вспомогательные и модальные глаголы.

## Во французском языке
Во французском языке к неправильным глаголам относят:
1. Глаголы на -ir, у которых основа в первом лице множественного числа настоящего времени изъявительного наклонения (форма 1P) не оканчивается на -iss, а также глаголы fleurir и haïr;
2. все глаголы на -re;
3. все глаголы на -oir;
4. глаголы на -er aller и (r)envoyer.

Во французском языке около 350 неправильных глаголов, для которых не существует единого правила спряжения в настоящем времени, образования формы краткого причастия и формы первого лица единственного числа простого прошедшего времени, как это происходит в случае 1 или 2 группы спряжения, их формы могут очень сильно отличаться друг от друга. Неправильные глаголы распадаются на множество мелких подгрупп или же отдельных глаголов, имеющих особое спряжение.

## В латинском языке
Неправильные глаголы (лат. verba anomala) латинского языка с отклонениями в инфекте:
1. sum, fuī, esum, futūrus, esse «быть» и древнее производное от него:
  - possum, potuī, potum, posse «мочь»;
2. edō, ēdī, ēsum, ēsse (edere) «есть, питаться»;
3. ferō, tulī, lātum, ferre «нести»;
4. fīo, factus sum, fierī «делаться, становиться»;
5. eō, īvī, itum, īre «идти»;
6. volō, voluī, volum, velle «хотеть» и производные от него:
  - nōlō, nōluī, nōlum, nōlle «не хотеть»;
  - malō, māluī, mālum, mālle «выбирать, предпочитать».

Неправильность заключается в сохранении у этих глаголов некоторых форм старого атематического спряжения.

## Древнегреческий язык
- εἶναι «быть»
- ἀκούω «слышу»: будущее ἀκούσομαι, аорист ἤκουσα (иррегулярность из-за исчезнувшего звука [w])

глагольные классы по образованию основы настоящего времени (н.в.)
I Спряжение
—правильные:
- 1 основа н.в. одинакова с основой глагольной;
- 2 основа н.в. образуется удлинением гласного звука глагольной основы;
- 3 основа н.в. образуется присоединеним звука τ к глагольной основе;
- 4 основа н.в. образуется посредством присоединения звука ι к глагольной основе.

—неправильные:
- 5 (носовой) основа н. в. распространяется посредством суффикса -ν- [-αν-];
- 6 (начинательный) основа н. в. распространяется посредством суффикса -σκ- [-ισκ-];
- 7 (ε-класс) чередование краткой основы и распространённой посредством суффикса -ε- [-η-];
- 8 (смешанный класс) времена образуются от основ, произведенных от совершенно различных корней (супплетивные глаголы).